# Santi Cosma e Damiano (Rom)

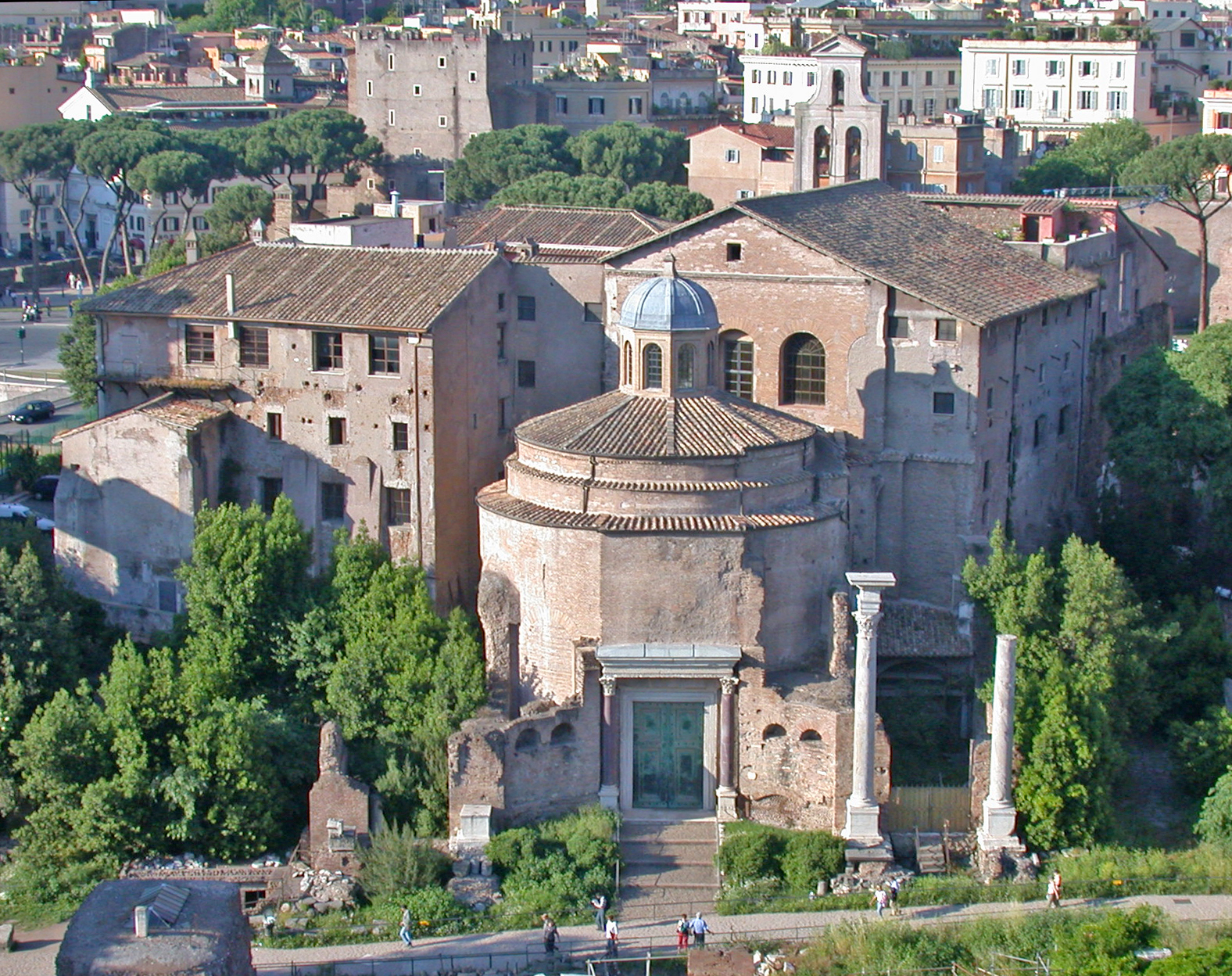
Ansicht vom Palatin auf den sogenannten Tempel des Romulus und die Kirche SS. Cosma e Damiano

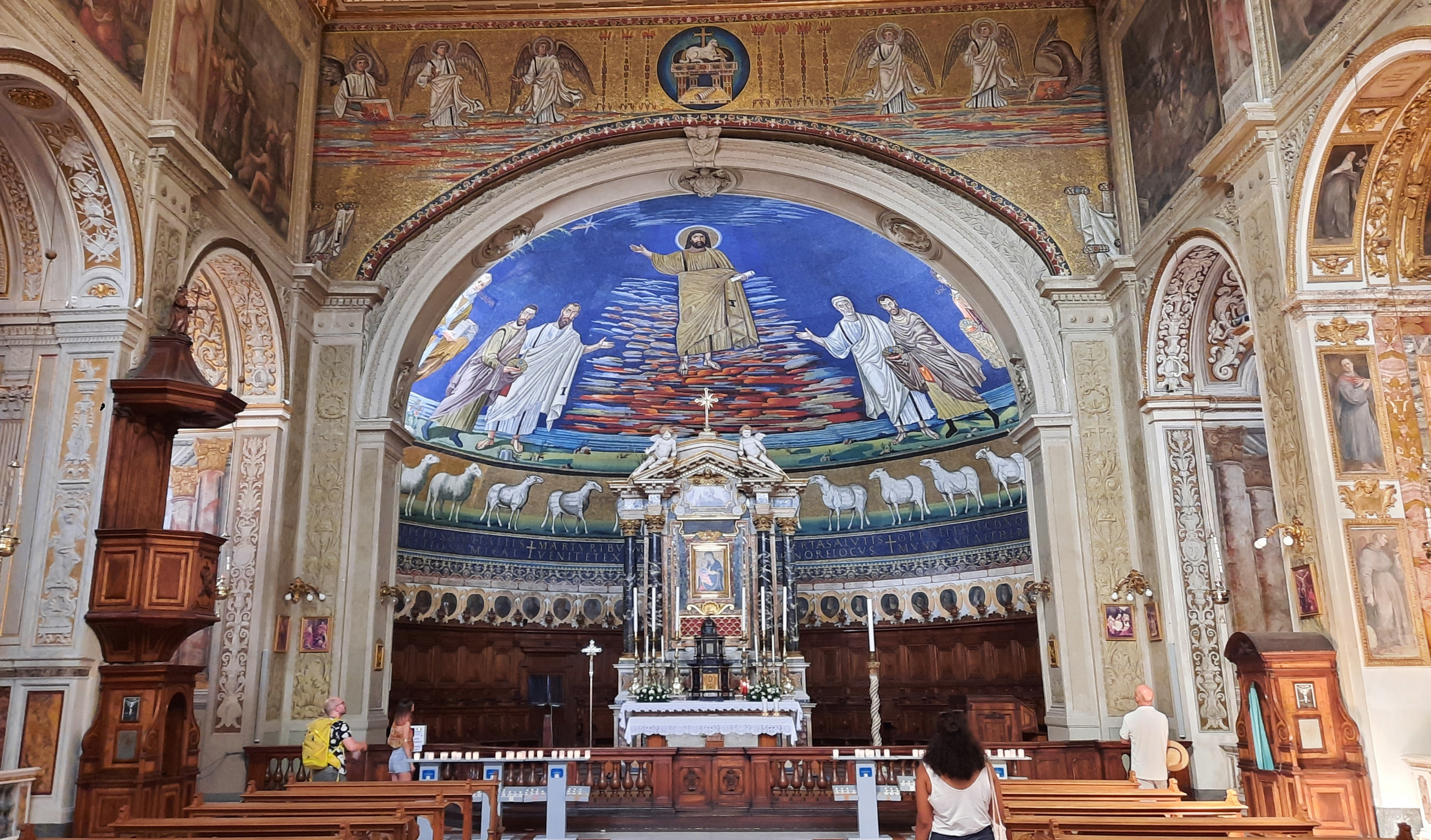
Das Innere der Kirche

Die Kirche Santi Cosma e Damiano (lateinisch Sanctorum Cosmae et Damiani) ist eine den Brüdern Kosmas und Damian, heiligen Ärzten und Märtyrern, geweihte Kirche in Rom. Sie ist eine römische Titeldiakonie, Rektoratskirche und ehemalige Pfarrkirche sowie Klosterkirche des Dritten Regulierten Ordens des hl. Franziskus (T.O.R.). Außerdem war sie Stationskirche am Donnerstag in der dritten Fastenwoche und steht im Rang einer Basilika minor. 

## Lage
Die Kirche befindet sich in unmittelbarer Nähe des Forum Romanum zwischen der antiken Via Sacra und der heutigen Via dei Fori Imperiali auf dem Gelände des ehemaligen forum Pacis. Der Bau  gehörte zur Anlage des Templum Pacis, das Kaiser Vespasian im Jahr 71 n. Chr. nach seinem Sieg im Jüdischen Krieg in Auftrag gegeben hatte. Die Mauern des Kirchengebäudes sind der einzige heute noch aufrecht stehende Teil des Templum Pacis. Sie bildeten die Südostbegrenzung des Forum Pacis Vespasiani und stehen der früheren  Apsis der Maxentiusbasilika unmittelbar gegenüber. 

## Geschichte der Gebäude und der Ausstattung

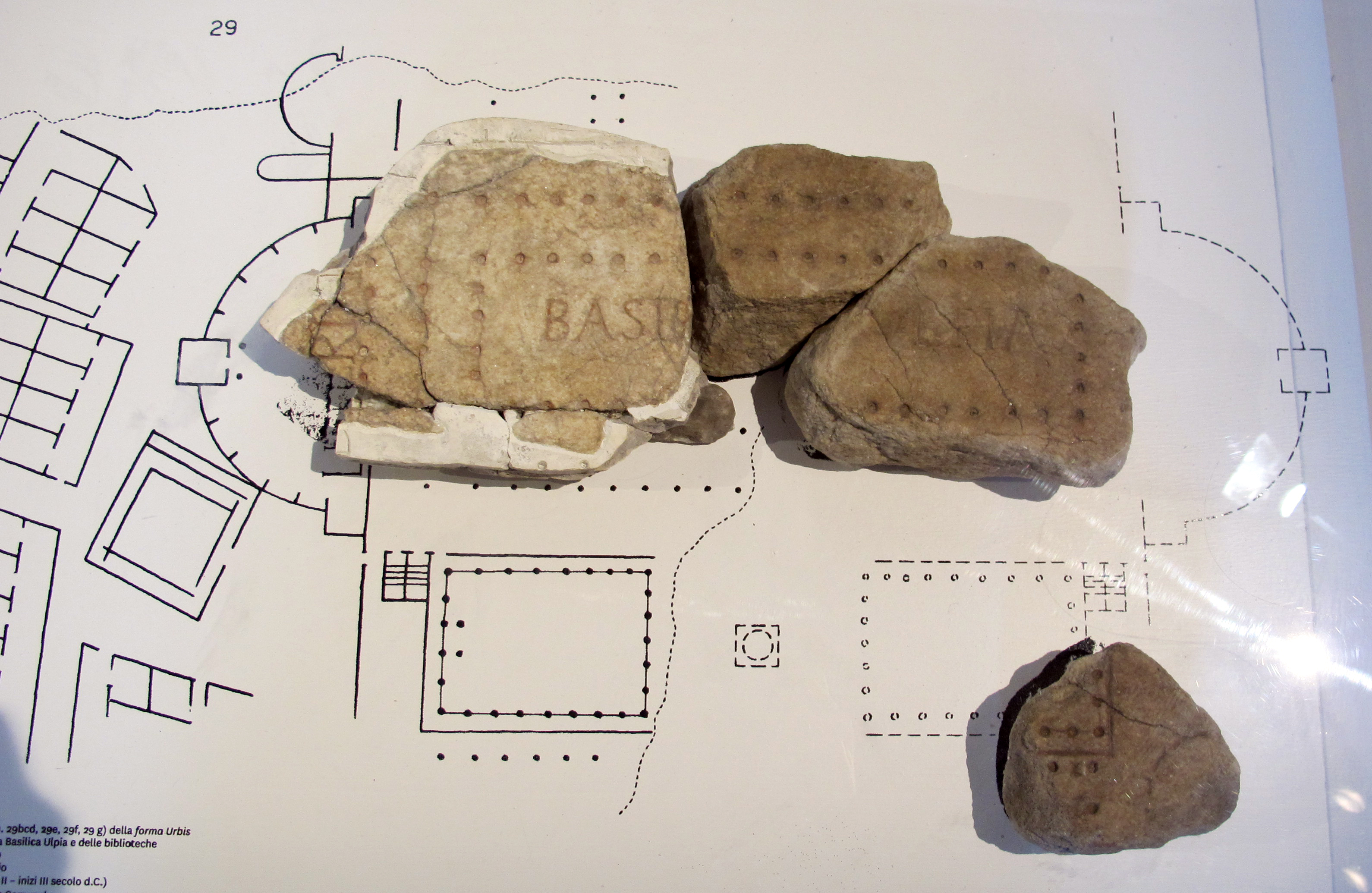
Fragment der forma urbis, hier als Beispiel die Basilica Ulpia und die Bibliothek des Trajansforums.

Zu dem Templum Pacis gehörte auch eine große Halle, die sogenannte Aula Flavia, die wahrscheinlich als Bibliothek der Tempelanlage gedient hatte. Unter Kaiser Septimius Severus (193-211) wurde die Flavische Halle als Katasterbehörde genutzt und als Sitz der Stadtpräfektur (praefectura urbis) umfunktioniert. Das wird der Anlass gewesen sein, zwischen 203 und 211 an der nordöstlichen Innenwand dieser Halle ein aus 150 Marmorplatten bestehendes Relief mit dem Grundrissplan der Stadt Rom anzubringen (ca. 18 × 13 m), bekannt als Forma Urbis Romae. Reste dieses im Mittelalter zerstörten monumentalen Stadtplans werden im Konservatorenpalast auf dem Kapitol verwahrt.
Um 309 ließ Kaiser Maxentius zwischen der Aula Flavia und der Via Sacra einen runden Ziegelsteinbau mit Kuppeldach und Säulenportikus errichten, der früher als Tempel des Romulus (Tempio del Divo Romolo) bezeichnet wurde, weil man ihn irrtümlich für das Mausoleum des Valerius Romulus, den im Kindesalter verstorbenen Sohn von Kaiser Maxentius, gehalten hatte. Heute geht man davon aus, dass der Rundtempel dem Jupiter Stator („der die Feinde zum Stehen bringt“) geweiht war, oder dass darin die Statuen der Penaten aufgestellt waren, deren bisheriger Tempel dem Neubau der Maxentius-Basilika hatte weichen müssen. 
Die Flavische Halle wurde im 4. Jahrhundert durch eine apsisartige Wand im Westen verkürzt und über einen monumentalen Eingang durch den Romulus-Tempel zum Forum hin neu ausgerichtet, obwohl der Rundtempel in Schrägstellung zu der Halle stand; gleichzeitig erhielten die Innenwände eine kostbare Marmorverkleidung. Zwischen 495 und 525 wurde der Gebäudekomplex unter dem ostgotischen König Theoderich dem Großen restauriert, ehe er und seine Tochter Amalasuntha ihn dem Papst Felix IV. zur Nutzung als Kirche übergaben. Zusammen mit der Kirche Santa Maria Antiqua ist Santi Cosma e Damiano damit eines der frühesten Beispiele der Umnutzung eins Profanbaus in eine christliche Kirche.

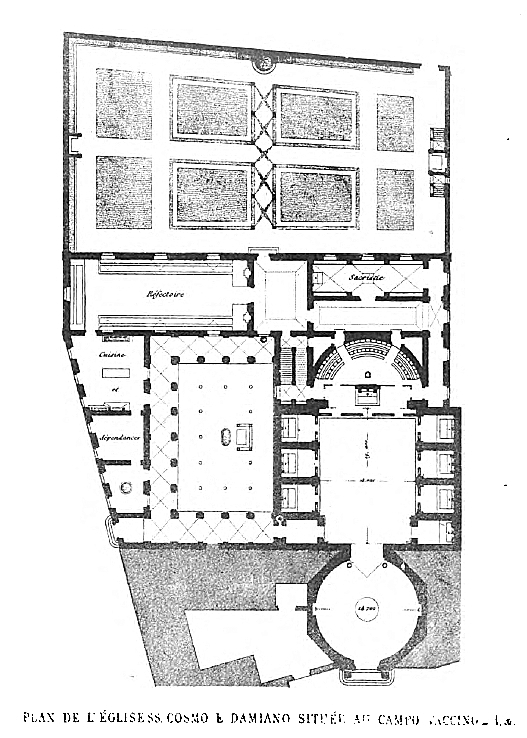
Grundriss von Rundtempel, Kirche und Kloster mit Kreuzgang

Papst Gregor der Große stiftete zwischen 590 und 604 einen kostbaren Altar aus Alabaster über einer Confessio für die von ihm nach Rom überführten Reliquien der beiden Titelheiligen und hielt hier seine 13. Homilie über Evangelienperikopen. Unter Papst Sergius I. (687-701) erhielt die Kirche einen Ambo und ein neues Ziborium mit vier schwarz-weißen Säulen, die bei dem 1638 errichteten Hochaltar wieder verwendet wurden. 725 wurde von Papst Gregor II. der Stationsgottesdienst in der Basilika eingeführt. Die dafür ausgewählte Evangelienperikope aus dem Lukasevangelium (Lk 4, 38-44 ) über die Heilung der Schwiegermutter des Petrus spielt auf das Patrozinium der Ärztebrüder Kosmas und Damian und dem damit verbundenen Begriff „Heilung“ an.
Zwischen 772 und 795 ließ Hadrian I. das Dach der Kirche restaurieren, wies ihr Äcker, Ölgärten und Diener zu und erhob sie zur Diakonie eines Kardinaldiakons. Unter Papst Leo III. wurde sie anschließend aufwändig restauriert und erhielt von Paschalis I. (817 bis 824) großzügige Schenkungen und Zuwendung von Paramenten. Im Oktober 827 wurde Gregor IV. hier zum Bischof von Rom gewählt. 
Von Kardinal Guido wurde um 1150 ein neues Ziborium gestiftet, mit dessen Gestaltung die Brüder Giovanni, Pietro, Angelo und Sasso, die Söhne des römischen Marmorarius Paolo, die schon 1148 das Ziborium für Sankt Laurentius vor den Mauern erbaut hatten, beauftragt waren. Die Neuweihe des Altars wurde von Hadrian IV. (1154 bis 1159) vollzogen. Der auf alten Ansichten noch sichtbare Campanile des 12. Jahrhunderts stürzte infolge des Erdbebens von 1600 ein und zerstörte einen Teil der Kirche und des Apsismosaiks. Später ersetzte man den Turm durch einen Campanile a vela  (freistehende Mauer mit Glockenöffnungen) neben dem heutigen Eingang an der Via dei Fori Imperiali.
Seit 1512 gehören Kirche und Kloster dem Orden der Franziskaner-Terziaren, die von Kardinal Alessandro Farnese (dem späteren Papst Paul III.) dort angesiedelt wurden. 
1602 wurde im Auftrag von Clemens VIII. mit der Wiederherstellung des durch Erdbeben beschädigten Kirchengebäudes begonnen und je drei Längskapellen in dem ursprünglichen Langhausraum eingerichtet. Papst Urban VIII. (1623–1644) ordnete eine grundlegende Umgestaltung der Kirche an, um das Gebäude in dem inzwischen versumpften Forumgelände trockenlegen und gleichzeitig in den neuen Architekturformen des Barock ausgestalten zu können. Dazu wurde in Kirche und Rundtempel eine Zwischendecke eingezogen, wodurch sich die Höhe des Innenraums der Kirche um etwa 7 Meter verminderte; dabei wurde offenbar in Kauf genommen, dass sich dadurch der Raumeindruck im Kircheninnern und die Wirkung des großformatigen Apsismosaiks nachteilig veränderten. Während des Umbaus wurden auch Apsisbogen und Stirnwand der Apsis verengt, ebenfalls zum Nachteil für das Mosaik. Die barocke Umgestaltung durch Architekt Luigi Arrigucci war 1638 abgeschlossen. Die dabei entstandene Unterkirche ist heute von der Via Sacra und auch durch das Kloster zugänglich; darin befindet sich noch die von Gregor dem Großen gestiftete Altarmensa über der Confessio. Im Altarraum sind auch Reste eines um 1150 verlegten Kosmaten-Fußbodens erhalten geblieben. Die Kassettendecke von 1632 enthält neben dem Wappen von Papst Urban VIII. (mit den drei Bienen) auch ein großes Gemälde von Marco Tullio Montagna mit der Apotheose der Titelheiligen und der Gottesmutter. 
1638 erhielt die Kirche einen neuen Hochaltar nach Entwürfen von Domenico Castelli. Dabei wurden die vier schwarz-weißen Marmorsäulen des Baldachins vom Altar der Unterkirche wiederverwendet. Die Ikone auf dem Hochaltar „Madonna della Salute“ stammt aus dem 13. Jahrhundert; es handelt sich wahrscheinlich um die Kopie einer älteren Marienikone aus der frühchristlichen Kirche. Die Kanzel und das übrige Mobiliar der Kirche stammen aus der Zeit um 1640. 
Erhalten hat sich auch der im 13. Jahrhundert von Kosmaten geschaffene Osterleuchter. Im Jahr 1637 wurde das Fresko mit Christus als Kyrios aus der Unterkirche in die Kreuzkapelle (erste Kapelle rechts) übertragen; das wahrscheinlich aus dem 8. Jahrhundert stammende, aber mehrfach übermalte Wandbild zeigt Christus als lebendigen Weltenherrscher vor dem Kreuz stehend. 
Am 13. Juli 1862 wurde die Pfarrei von Sant’Adriano al Foro auf Santi Cosma e Damiano in Via Sacra übertragen, nachdem das durch das umfangreiche Ausgrabungsgeschehen am Forum Romanum nötig geworden war. Mit der Neustrukturierung der Pfarreien im historischen Zentrum Roms wurde die Pfarrei Santi Cosma e Damiano im Januar 1986 aufgehoben. Die Kirche ist seitdem Rektoratskirche auf dem Gebiet der Pfarrei San Marco Evangelista al Campidoglio.
Im Zusammenhang mit Ausgrabungen auf dem Forum Romanum wurde 1947 der frühere Eingang durch den sogenannten Romulus-Tempel in die Via dei Fori Imperiali verlegt. In der Rückwand des Kirchenraums gewährt eine große Glasscheibe Einblick in das Innere des sogenannten Romulus-Tempels an der Via Sacra.
Das heutige Kloster mit Kreuzgang wurde um 1632 errichtet. In einem Raum neben dem Kreuzgang ist eine künstlerisch bedeutende große neapolitanische Krippenlandschaft aus dem 18. Jahrhundert aufgebaut. Sie kann auch außerhalb der Weihnachtszeit besichtigt werden.

## Apsismosaik

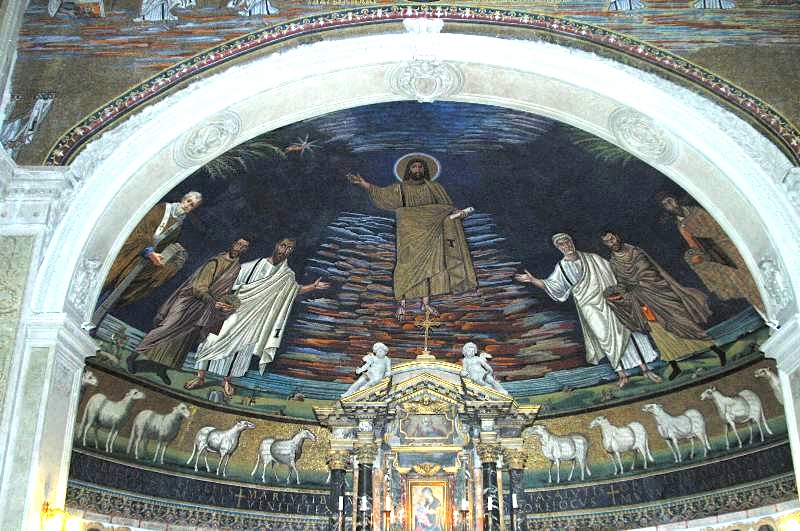
Apsismosaik, um 530

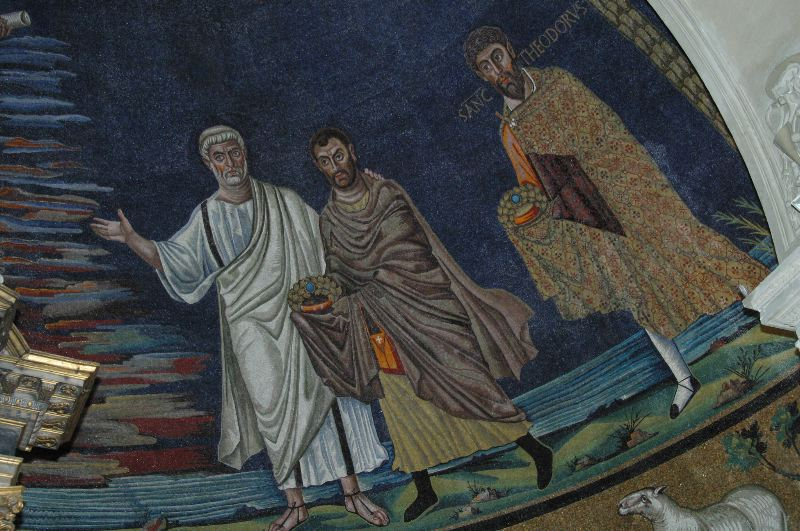
Rechte Seite: Petrus, Kosmas und Theodor

Unter Papst Felix IV. (526–530) entstand das große Apsismosaik, das zu den bedeutendsten frühchristlichen Kunstwerken in Rom zählt. Es ist im Wesentlichen erhalten geblieben; die Ränder sind zwar durch barocke Baumaßnahmen beschnitten worden und die linke Figurengruppe musste nach Einsturz des Campanile restauriert werden. Der Durchmesser der Apsis-Halbkuppel mit dem Mosaik beträgt 15,80 m.
Thema des Mosaiks ist die Wiederkunft Christi als Weltenrichter: Christus (in ganzer Gestalt) schwebt über einen bunten Wolkenteppich aus der himmlischen Sphäre herab; der Himmel und Erde verbindende Wolkenteppich wird im Vordergrund breiter und bunter. Von rechts und links geleiten Petrus und Paulus die beiden Kirchenpatrone Kosmas und Damian (mit Lorbeerkränzen als Zeichen ihres Martyriums) zu Christus. Links schließt sich Papst Felix IV. an (als Stifter mit Kirchenmodell). Von rechts nähert sich der hl. Theodor (mit Märtyrerkranz), der als byzantinischer Würdenträger gekleidet ist; das rautenförmige Tuch (tablion) auf seinem Umhang wird als Rangabzeichen der Offiziere am kaiserlichen Hof gedeutet. Kosmas trägt am linken Arm die mit einem Kreuz versehene rote Arzttasche, wovon bei Damian nur ein Teil der Rückseite zu sehen ist. Seit der Restaurierung der linken Personengruppe (Mitte des 17. Jahrhunderts) trägt Felix keine Tiara mehr und hält als Attribut nicht mehr den Schlüssel, sondern das Kirchenmodell.
Auf diese Restaurierungsmaßnahme unter Papst Urban VIII. deutet ein leicht zu übersehendes Detail hin:
An dem Grünstreifen am Ufer des Jordan sind zu Füßen von Felix IV. und Damian eine rote und zwei weiße Blumen mit drei Bienen darüber so abgebildet, als ob sie dem Wappen Urbans VIII. als der Familie der Barberini entnommen wären. Tatsächlich ist die Restaurierung von diesem Papst in Auftrag gegeben worden und ebenso ist bekannt, dass die zahlreichen von ihm gestifteten Kunstwerke in Rom diese drei Bienen aus seinem Wappen aufweisen, so z. B. auch die 1632 in dieser Kirche eingezogene Kassettendecke. Von Interesse ist in diesem Zusammenhang, dass die Familie dieses Papstes mit dem bürgerlichen Namen Maffeo Barberini ursprünglich Tafani hieß, was die italienische Bezeichnung für Pferdebremsen ist, und deshalb auch Pferdebremsen in ihrem Wappen hatten. Als die Familie nach Rom kam und Maffeo Barberini
Papst wurde, hat man die Familie geadelt und die Familie veredelte die Bremsen in ihrem Wappen zu Bienen.
Rechts und links wird das Mosaik gerahmt von zwei Palmen als Triumphzeichen der Märtyrer; auf der Palme links sitzt ein Phönix mit Strahlennimbus als Symbol der Unsterblichkeit. Den unteren Abschluss bildet der sogenannte Lämmerfries mit dem Gotteslamm in der Mitte; es steht auf dem Paradiesberg, aus dem die vier namentlich aufgeführten Paradiesflüsse entspringen. Die zweimal sechs Schafe (Sinnbilder der Apostel) kommen aus den Stadtsilhouetten von Jerusalem (links) und Betlehem, ein Motiv das hier zum ersten Mal ausgeführt ist und in der Folgezeit immer wieder aufgegriffen wird.

## Mosaik auf dem Apsisbogen
Das nur noch teilweise erhaltene Mosaik auf der Stirnwand des Apsisbogens entstand wahrscheinlich unter Papst Sergius I. (687-701). Nach dem durch eine Architekturzeichnung überlieferten ursprünglichen Zustand ruht das apokalyptische Lamm auf dem Gemmenthron unter dem Kreuz; davor liegt auf einer Fußbank die Schriftrolle mit den sieben Siegeln (Offb. 5,1f.). Der Thron ist von sieben brennenden Leuchtern und je zwei Engeln umgeben. Von den vier Evangelistensymbolen sind nur noch diejenigen von Matthäus (geflügelter Mensch) und Johannes (Adler) zu sehen.

## Name und Patrozinium
Im Jahr 527 hatte Papst Felix IV. die Kirche den Märtyrern Kosmas und Damian geweiht. Die beiden als Ärzte tätigen Brüder erlitten unter Kaiser Diokletian das Martyrium (um 303) und wurden ab Ende des 4. Jahrhunderts vor allem in der Ostkirche sehr verehrt. Mit dem Patrozinium dieser beiden Ärzte sollte wohl versucht werden, alte heidnische Kulte um das mythologische Brüderpaar der Dioskuren Castor und Pollux, deren Tempel der Dioskuren sich unweit auf dem Forum Romanum befand, sowie die um die Heilgötter Apollo und Aeskulap zu verdrängen. Anstelle der heidnischen Heilsgottheiten sollten nun die „ohne Silber“, also ohne Entgelt tätigen Ärzteheiligen Kosmas und Damian den Gläubigen helfen. 
Gelegentlich wird die Kirche auch als Santi Cosma e Damiano in Via Sacra, Santi Cosma e Damiano in tribus fatis, Santi Cosma e Damiano in Silice oder Basilica beati Felicis bezeichnet. Die Bezeichnung „in Via Sacra“ verweist auf die antike Straße, an welcher der Haupteingang der Kirche lag. Der Zusatz „in Silice“ geht zurück auf das ehemals vorgelagerte Oratorium S. Petrus in Silice mit den Knieabdrücken des Apostels Petrus (silices apostolici), heute Teil des Romulus-Tempels. Die Bezeichnung Basilica beati Felicis geht auf Papst Gregor den Großen zurück.

## Tempel des Romulus

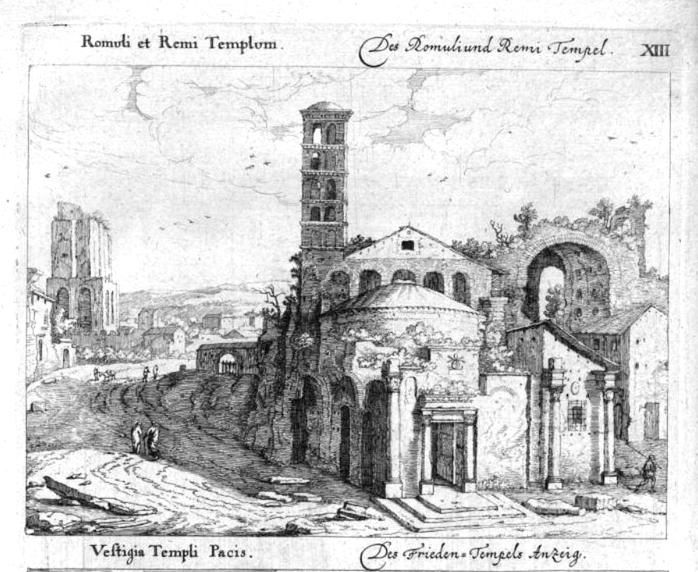
SS. Cosma e Damiano, noch mit dem 1600 zerstörten Campanile, der sogen. Romulus-Tempel im Vordergrund, Stich von Giovanni Battista Falda (1665)

Der um 309 an der Ostseite der Flavischen Halle errichtete Rundtempel (Tempel des Romulus) hatte seitliche des kreisrunden Hauptraums (16 m Durchmesser) noch zwei längsrechteckige Seitenräume mit apsidialem Abschluss und eigenem Zugang. Der Zugang zum Rundtempel erfolgte ursprünglich durch die heute noch vorhandene antike Bronzetür, umrahmt von zwei Porphyrsäulen und einem reich verzierten Architrav. Bei der Restaurierung von 1633 erhielt die flache Kuppel des Tempels eine Laterne. Im Innern wurde eine Zwischendecke eingezogen, die man später wieder entfernte, um den ursprünglichen Zustand dieses weitgehend erhaltenen antiken Rundtempels wiederherzustellen. 
Eine an der linken Seite des Rundtempels gelegene Cella hatte Papst Paul I. (757-767) als Oratorium S. Petrus in Silice einrichten lassen, um an die Legende zu erinnern, wonach sich Petrus auf dem Steinpflaster der Via Sacra niedergekniet und gebetet haben soll, Gott möge den Zauberkünsten des Häretikers Simon Magus auf dem Forum Einhalt gebieten (Apg. 8,9-25). Die dort gefundenen Steinplatten mit Eindrücken wie von den Knien des Apostels geformt, sind heute im rechten Querschiff der Basilika Santa Francesca Romana eingemauert.

## Kardinaldiakone
- Liste der Kardinaldiakone von Santi Cosma e Damiano